# Заливен скален омар
Заливен скален омар (Jasus lalandii) е вид ракообразно от семейство Palinuridae.

## Разпространение
Видът е разпространен в Намибия и Южна Африка (Западен Кейп и Северен Кейп).